# Seznam medailistů na letních olympijských hrách v chůzi na 50 km
Historický přehled medailistů v chůzi na 50 km na letních olympijských hrách.

## Medailisté

### Muži
od roku 1932
| Rok  | Místo          | Zlato                   | Výkon vítěze | Stříbro             | Bronz               |
| ---- | -------------- | ----------------------- | ------------ | ------------------- | ------------------- |
| 1932 | Los Angeles    | Thomas Green            | 4.50:10      | Janis Dalins        | Ugo Frigerio        |
| 1936 | Berlín         | Harold Whitlock         | 4.30:41,4    | Arthur Schwab       | Adalberts Bubenko   |
| 1948 | Londýn         | John Ljunggren          | 4.41:52      | Gaston Godel        | Tebbs Lloyd-Johnson |
| 1952 | Helsinky       | Giuseppe Dordoni        | 4.28:07,8    | Josef Doležal       | Antal Róka          |
| 1956 | Melbourne      | Norman Read             | 4.30:42,8    | Jevgenij Maskinskov | John Ljunggren      |
| 1960 | Řím            | Don Thompson            | 4.25:30,0    | John Ljunggren      | Abdon Pamich        |
| 1964 | Tokio          | Abdon Pamich            | 4.11:12,4    | Paul Nihill         | Ingvar Pettersson   |
| 1968 | Mexico City    | Christoph Höhne         | 4.20:13,6    | Antal Kiss          | Larry Young         |
| 1972 | Mnichov        | Bernd Kannenberg        | 3.56:11,6    | Veniamin Soldatěnko | Larry Young         |
| 1976 | Montréal       | závod neproběhl         | –            | –                   | –                   |
| 1980 | Moskva         | Hartwig Gauder          | 3.49:24      | Jorge Llopart       | Jevgenij Ivčenko    |
| 1984 | Los Angeles    | Raúl González Rodríguez | 3.47:26      | Bo Gustafsson       | Sandro Bellucci     |
| 1988 | Soul           | Vjačeslav Ivaněnko      | 3.38:29      | Ronald Weigel       | Hartwig Gauder      |
| 1992 | Barcelona      | Andrej Perlov           | 3.50:13      | Carlos Mercenario   | Ronald Weigel       |
| 1996 | Atlanta        | Robert Korzeniowski     | 3.43:30      | Michail Ščennikov   | Valentí Massana     |
| 2000 | Sydney         | Robert Korzeniowski     | 3.42:22      | Aigars Fadejevs     | Joel Sánchez        |
| 2004 | Atény          | Robert Korzeniowski     | 3.38:46      | Děnis Nižegorodov   | Alexej Vojevodin    |
| 2008 | Peking         | Alex Schwazer           | 3.37:09      | Jared Tallent       | Děnis Nižegorodov   |
| 2012 | Londýn         | Jared Tallent           | 3.36:53 - OR | Tchien-feng S'      | Robert Heffernan    |
| 2016 | Rio de Janeiro | Matej Tóth              | 3.40:58      | Jared Tallent       | Hirooki Arai        |
| 2020 | Tokio          | Dawid Tomala            | 3:50,08      | Jonathan Hilbert    | Evan Dunfee         |

## Medailové pořadí zemí
| Pořadí             | Země                                 | Zlato | Stříbro | Bronz | Celkem |
| ------------------ | ------------------------------------ | ----- | ------- | ----- | ------ |
| 1.                 | Polsko (POL)                         | 4     | 0       | 0     | 4      |
| 2.                 | Velká Británie (GBR)                 | 3     | 1       | 1     | 5      |
| 3.                 | Itálie (ITA)                         | 3     | 0       | 3     | 6      |
| 4.                 | Německá demokratická republika (GDR) | 2     | 1       | 1     | 4      |
| 5.                 | Švédsko (SWE)                        | 1     | 2       | 2     | 5      |
| 6.                 | Sovětský svaz (URS)                  | 1     | 2       | 1     | 4      |
| 7.                 | Austrálie (AUS)                      | 1     | 2       | 0     | 3      |
| 8.                 | Mexiko (MEX)                         | 1     | 1       | 1     | 3      |
| 9.                 | Nový Zéland (NZL)                    | 1     | 0       | 0     | 1      |
| 10.                | Slovensko (SVK)                      | 1     | 0       | 0     | 1      |
| 11.                | Sjednocený tým (EUN)                 | 1     | 0       | 0     | 1      |
| 12.                | Západní Německo (FRG)                | 1     | 0       | 0     | 1      |
| 13.                | Rusko (RUS)                          | 0     | 2       | 2     | 4      |
| 14.                | Lotyšsko (LAT)                       | 0     | 2       | 1     | 3      |
| 15.                | Švýcarsko (SUI)                      | 0     | 2       | 0     | 2      |
| 16.                | Maďarsko (HUN)                       | 0     | 1       | 1     | 2      |
| 17.                | Španělsko (ESP)                      | 0     | 1       | 1     | 2      |
| 18.                | Československo (TCH)                 | 0     | 1       | 0     | 1      |
| 19.                | Čína (CHN)                           | 0     | 1       | 0     | 1      |
| 20.                | Spojené státy americké (USA)         | 0     | 0       | 2     | 2      |
| 21.                | Německo (GER)                        | 0     | 1       | 1     | 2      |
| 22.                | Irsko (IRL)                          | 0     | 0       | 1     | 1      |
| 23.                | Japonsko (JPN)                       | 0     | 0       | 1     | 1      |
| 24.                | Kanada (CAN)                         | 0     | 0       | 1     | 1      |
| Celkem po LOH 2020 | Celkem po LOH 2020                   | 20    | 20      | 20    | 60     |